# Ludovico Nitoglia

a Compétitions nationales et continentales officielles uniquement.

b Matchs officiels uniquement.
Dernière mise à jour le 13 octobre 2019.
Ludovico Nitoglia, né le 27 octobre 1983 à Rome (Italie), est un joueur de rugby à XV italien. Il joue en équipe d'Italie et évolue au poste d'ailier ou d'arrière (1,79 m pour 86 kg).

## Biographie
Ludovico Nitoglia est issu d'une famille de joueurs de rugby à XV, en effet il a quatre frères dont deux jouant au haut niveau : Giuseppe et Michele.
Il a commencé à jouer dans les équipes de jeunes de la Lazio pour évoluer ensuite en Super 10 avec l'équipe première durant deux années et avec ses deux frères.
Il rejoint le Benetton Trévise en 2010 lorsque cette équipe rejoint la Ligue celtique.
Il prend sa retraite sportive à l'issue de la saison 2015-2016 de Pro12.

## Carrière

### En club
- 2001-2004 : Lazio & Primavera
- 2004-2009 : Ghial Calvisano
- 2009-2010 : L'Aquila
- 2010-2016 : Benetton Trévise

### En équipe nationale
Il a honoré sa première cape internationale en équipe d'Italie le 6 novembre 2004 par une victoire 51-6 contre l'équipe du Canada. Il a gagné la confiance du sélectionneur qui l'a aligné comme titulaire lors des cinq matchs du tournoi des six nations 2005.

## Palmarès

### En club
- Champion d'Italie : 2005, 2008.

### En équipe nationale
- 17 sélections en équipe d'Italie de 2004 à 2006[4].
- Sélections par année : 3 en 2004, 9 en 2005, 5 en 2006.
- Tournois des Six Nations disputés : 2005, 2006.
- Équipe d'Italie des -21 ans : participation aux championnats du monde 2003 en Angleterre et 2004 en Écosse
- Équipe d'Italie des -19 ans : participation au championnat du monde en Italie